# لناکاپاویر
لناکاپاویر (انگلیسی: Lenacapavir) Lenacapavir (کد توسعه GS-6207) یک داروی آزمایشی برای درمان HIV است که توسط گیلیاد ساخته شده است.  از سال ۲۰۲۱ میلادی، در فاز ۲/۳ آزمایش‌های بالینی است. این دارو به عنوان درمانی برای بیماران HIV آلوده به ویروس مقاوم به چند دارو و به عنوان یک داروی تزریقی دو بار در سال برای پیشگیری از مواجهه قبل از مواجهه (PrEP) در حال بررسی است.
اگر در آزمایش‌های بالینی موفقیت‌آمیز باشد، می‌تواند به یک مهارکننده کپسید HIV درجه یک برای درمان HIV تبدیل شود.

## لناکاپاویر ،واکسن اچ ای وی
طبق جدید ترین کارآزمایی بالینی بزرگ در آفریقای جنوبی و اوگاندا نشان داده که تزریق ۲ بار داروی لناکاپاویر در بازهٔ ۶ ماه، داروی پیشگیری‌کننده از اچ‌آی‌وی، به افراد محافظت کامل در برابر این عفونت می‌دهد.